# CE Возничего
CE Возничего (лат. CE Aurigae) — одиночная переменная звезда в созвездии Возничего на расстоянии (вычисленном из значения параллакса) приблизительно 6099 световых лет (около 1870 парсеков) от Солнца. Видимая звёздная величина звезды — от менее +17,5m до +11,8m.

## Характеристики
CE Возничего — красная пульсирующая переменная звезда, мирида (M) спектрального класса M7 или M6/7. Эффективная температура — около 3300 К.